# On a Night Like This (singel Boba Dylana)
On a Night Like This – piosenka skomponowana przez Boba Dylana, nagrana przez niego w listopadzie 1973, wydana na albumie Planet Waves w styczniu 1974 oraz jako singel.

## Historia i charakter utworu
Piosenka ta została nagrana na 5. sesji do albumu Planet Waves 8 listopada 1973 w The Village Recorder Studio B w Los Angeles w stanie Kalifornia. Dylan nagrał wtedy 3 utwory i 2 z nich zostały umieszczonych na albumie. Nagrane zostały jeszcze: „Going, Going, Gone” (odrzut) i kompozycja „Forever Young”, która to wersja być może ukazała się na Planet Waves.
Mimo umieszczenia aż trzech osób jako producentów albumu, Ron Fraboni wspominał, że podczas nagrywania tak naprawdę nie było żadnego producenta. Dylan z reguły i tak nie słuchał nikogo; czasami pewien wpływ na niego miał Robbie Robertson i to dlatego, że był muzykiem i kompozytorem.
"On a Night Like This” jest dość zmysłową piosenką miłosną. Ponieważ album był nagrywany z grupą The Band, Dylan porzucił swój styl wykonawczy utrwalony na albumach Nashville Skyline, Self Portrait i Dylan. Piosenka jest energiczna i dynamiczna. Muzycy The Band grają rozluźnieni, nadając utworowi trochę rustykalnego brzmienia. Podkreślone to jest jeszcze harmonijką Dylana i akordeonem Gartha Hudsona.
W broszurce dołączonej do albumu Biograph Dylan twierdzi, że nagrywał tę piosenkę przeciwko swojemu stylowi i w efekcie nie był to jego typ piosenki.
Pod względem muzycznym utwór ten jest dość nietypowy, bowiem każda zwrotka jest związana tylko z jednym akordem; w kolejności: G, D, E, G, D.

## Muzycy
Sesja 5.
- Bob Dylan – gitara, harmonijka, wokal
- Robbie Robertson – gitara
- Richard Manuel – pianino, perkusja
- Rick Danko – gitara basowa
- Garth Hudson – organy, akordeon
- Levon Helm – perkusja

## Dyskografia
Singiel
- „On a Night Like This"/"You Angel You” (Asylum 11033)

Albumy
- Biograph (1985)
- Dylan (2007)

## Wykonania piosenki przez innych artystów
- Buckwheat Zydeco – On a Night Like This (1987)
- Janglers – Janglers Play Dylan (1992)
- Richard LeBouef & The Step – Again for the First Time (1997)
- Los Lobos na albumie Boba Dylan i różnych wykonawców Masked and Anonymous (2003)

## Listy przebojów
| Rok       | Singel                 | Lista              | Pozycja |
| --------- | ---------------------- | ------------------ | ------- |
| Luty 1974 | „On a Night Like This” | Billboard. Hot 100 | 44      |